# U.S. Route 68
U.S. Route 68 (ou U.S. Highway 68) é uma autoestrada dos Estados Unidos.
Faz a ligação do Oeste para o Este. A U.S. Route 68 foi construída em 1926 e tem 560 milhas (901 km).

## Principais ligações
Autoestrada 24 Montgomery

 Autoestrada 65 perto de Bowling Green

 Autoestrada 64/Autoestrada 75 em Lexington

 Autoestrada 71 em Mount Pleasant

 Autoestrada 70 em Springfield